# Тегульдетський район
Тегульде́тський район (рос. Тегульдетский район) — адміністративна одиниця Томської області Російської Федерації.
Адміністративний центр — село Тегульдет.

## Населення
Населення району становить 5977 осіб (2019; 6937 у 2010, 8357 у 2002).

## Адміністративно-територіальний поділ
На території району 4 сільських поселення:
| Поселення                        | Площа, км² | Населення, осіб (2002) | Населення, осіб (2010) | Населення, осіб (2019) | Центр     | Населені пункти |
| -------------------------------- | ---------- | ---------------------- | ---------------------- | ---------------------- | --------- | --------------- |
| Білоярське сільське поселення    | 3028       | 733                    | 548                    | 507                    | Білий Яр  | 3               |
| Берегаєвське сільське поселення  | 2736       | 1486                   | 1096                   | 876                    | Берегаєво | 3               |
| Тегульдетське сільське поселення | 4700,41    | 5433                   | 4821                   | 4259                   | Тегульдет | 6               |
| Чорноярське сільське поселення   | 1807       | 705                    | 472                    | 349                    | Чорний Яр | 2               |

## Найбільші населені пункти
Населені пункти з чисельністю населення понад 1000 осіб:
| № | Населений пункт | Населення, осіб (2002) | Населення, осіб (2010) |
| - | --------------- | ---------------------- | ---------------------- |
| 1 | Тегульдет       | 4 787                  | 4 385                  |